# Musha shugyō
Musha shugyō (jap. 武者修行) ist ein Ausdruck für eine Art von Wallfahrt der Samurai-Krieger in Japan. Das Konzept ähnelt der fahrenden Ritterschaft im feudalen Europa. Der Krieger – in diesem Fall Shugyōsha genannt – zieht durch das Land mit dem Bestreben, die eigenen Fähigkeiten und Künste (zumeist in den Schwertkünsten) zu verbessern. Herrenlose Samurai (Rōnin) versuchten teilweise auch, eine permanente Anstellung bei einem Fürsten (Daimyō) zu erlangen, indem sie bei wichtigen Personen Eindruck machten oder einfach ihren Bekanntheitsgrad steigerten. Mögliche Tätigkeiten während der Musha shugyō beinhalten das Trainieren bei anderen Schulen, Duelle, Personenschutz- und Söldneraufgaben.